# Золотая малина (премия, 2009)
29-я церемония вручения наград премии «Золотая малина» за сомнительные заслуги в области кинематографа за 2008 год. Лауреаты были объявлены 21 февраля 2009 года в Лос-Анджелесе.
Пэрис Хилтон получила три премии «Золотая малина»: за худшую женскую роль, худшую женскую роль второго плана и худший актёрский дуэт с двумя другими актрисами. «Секс-гуру» назван худшим фильмом 2008 года. Майк Майерс, выступивший соавтором сценария и сыгравший главную роль в этом фильме, был удостоен двух наград. Фильм Стивена Спилберга «Индиана Джонс и Королевство хрустального черепа» заслужил звание худший приквел, сиквел, ремейк или плагиат.

## Лауреаты и номинанты
Число наград / общие число номинаций
- 3/6: «Секс-гуру»
- 2/5: «Красавица и уродина»
- 1/1: «Мамма Mia!» / «Индиана Джонс и Королевство хрустального черепа» / «Постал» / «Тоннельные крысы 1968» / «Рипо! Генетическая опера»

| Лауреаты — выделены отдельным цветом. |

| Категория                                      | Фотографии лауреатов                                                                       | Лауреаты и номинанты                                                                      |
| ---------------------------------------------- | ------------------------------------------------------------------------------------------ | ----------------------------------------------------------------------------------------- |
| Худший фильм                                   |                                                                                            | • «Секс-гуру»                                                                             |
| Худший фильм                                   | • «Нереальный блокбастер» и «Знакомство со спартанцами»                                    |                                                                                           |
| Худший фильм                                   | • «Явление»                                                                                |                                                                                           |
| Худший фильм                                   | • «Красавица и уродина»                                                                    |                                                                                           |
| Худший фильм                                   | • «Во имя короля: История осады подземелья»                                                |                                                                                           |
| Худшая мужская роль                            |                                                                                            | • Майк Майерс — «Секс-гуру»                                                               |
| Худшая мужская роль                            | • Аль Пачино — «Право на убийство» и «88 минут»                                            |                                                                                           |
| Худшая мужская роль                            | • Марк Уолберг — «Макс Пэйн» и «Явление»                                                   |                                                                                           |
| Худшая мужская роль                            | • Эдди Мёрфи — «Знакомьтесь: Дэйв»                                                         |                                                                                           |
| Худшая мужская роль                            | • Ларри Кейбл Гай — «Бестолковая защита»                                                   |                                                                                           |
| Худшая женская роль                            |                                                                                            | • Пэрис Хилтон — «Красавица и уродина»                                                    |
| Худшая женская роль                            | • Камерон Диас — «Однажды в Вегасе»                                                        |                                                                                           |
| Худшая женская роль                            | • Джессика Альба — «Секс-гуру» и «Глаз»                                                    |                                                                                           |
| Худшая женская роль                            | • Кейт Хадсон — «Золото дураков» и «Девушка моего лучшего друга»                           |                                                                                           |
| Худшая женская роль                            | • Аннетт Бенинг, Ева Мендес, Дебра Мессинг, Джада Пинкетт Смит и Мег Райан — «Женщины»     |                                                                                           |
| Худшая мужская роль второго плана              |                                                                                            | • Пирс Броснан — «Мамма Mia!»                                                             |
| Худшая мужская роль второго плана              | • Бёрт Рейнольдс — «Во имя короля: История осады подземелья» и «Игроки»                    |                                                                                           |
| Худшая мужская роль второго плана              | • Уве Болл — «Постал»                                                                      |                                                                                           |
| Худшая мужская роль второго плана              | • Бен Кингсли — «Секс-гуру», «Игра по-крупному» и «Безумие»                                |                                                                                           |
| Худшая мужская роль второго плана              | • Верн Тройер — «Секс-гуру» и «Безумие»                                                    |                                                                                           |
| Худшая женская роль второго плана              |                                                                                            | • Пэрис Хилтон — «Рипо! Генетическая опера»                                               |
| Худшая женская роль второго плана              | • Дженни Маккарти — «Бестолковая защита»                                                   |                                                                                           |
| Худшая женская роль второго плана              | • Ким Кардашян — «Нереальный блокбастер»                                                   |                                                                                           |
| Худшая женская роль второго плана              | • Кармен Электра — «Знакомство со спартанцами» и «Нереальный блокбастер»                   |                                                                                           |
| Худшая женская роль второго плана              | • Лили Собески — «Во имя короля: История осады подземелья» и «88 минут»                    |                                                                                           |
| Худший актёрский дуэт                          |                                                                                            | • Пэрис Хилтон и Кристин Лакин или Пэрис Хилтон и Джоэл Дэвид Мур — «Красавица и уродина» |
| Худший актёрский дуэт                          | • Эдди Мёрфи внутри Эдди Мёрфи — «Знакомьтесь: Дэйв»                                       |                                                                                           |
| Худший актёрский дуэт                          | • Камерон Диас и Эштон Кутчер — «Однажды в Вегасе»                                         |                                                                                           |
| Худший актёрский дуэт                          | • Дженни МакКарти и Ларри Кейбл Гай — «Бестолковая защита»                                 |                                                                                           |
| Худший актёрский дуэт                          | • Уве Болл и любой актёр, камера или сценарий                                              |                                                                                           |
| Худший приквел, сиквел, ремейк или плагиат     |                                                                                            | • «Индиана Джонс и Королевство хрустального черепа»                                       |
| Худший приквел, сиквел, ремейк или плагиат     | • «День, когда Земля остановилась»                                                         |                                                                                           |
| Худший приквел, сиквел, ремейк или плагиат     | • «Нереальный блокбастер» и «Знакомство со спартанцами»                                    |                                                                                           |
| Худший приквел, сиквел, ремейк или плагиат     | • «Спиди-гонщик»                                                                           |                                                                                           |
| Худший приквел, сиквел, ремейк или плагиат     | • «Звёздные войны: Войны клонов»                                                           |                                                                                           |
| Худший режиссёр                                |                                                                                            | • Уве Болл — «Тоннельные крысы 1968» и «Постал»                                           |
| Худший режиссёр                                | • Джейсон Фридберг и Аарон Зельцер — «Нереальный блокбастер» и «Знакомство со спартанцами» |                                                                                           |
| Худший режиссёр                                | • Марко Шнабель — «Секс-гуру»                                                              |                                                                                           |
| Худший режиссёр                                | • Том Путнэм — «Красавица и уродина»                                                       |                                                                                           |
| Худший режиссёр                                | • М. Найт Шьямалан — «Явление»                                                             |                                                                                           |
| Худший сценарий                                |                                                                                            | • Майк Майерс и Грэм Горди — «Секс-гуру»                                                  |
| Худший сценарий                                | • Джейсон Фридберг и Аарон Зельцер — «Нереальный блокбастер» и «Знакомство со спартанцами» |                                                                                           |
| Худший сценарий                                | • М. Найт Шьямалан — «Явление»                                                             |                                                                                           |
| Худший сценарий                                | • Дуг Тейлор — «Во имя короля: История осады подземелья»                                   |                                                                                           |
| Худший сценарий                                | • Хайди Феррер — «Красавица и уродина»                                                     |                                                                                           |
| Награда за «сомнительный» вклад в кинематограф |                                                                                            | • Уве Болл                                                                                |